# Kanton Couptrain
Kanton Couptrain (fr. Canton de Couptrain) je francouzský kanton v departementu Mayenne v regionu Pays de la Loire. Tvoří ho devět obcí.

## Obce kantonu
- Chevaigné-du-Maine
- Couptrain
- Javron-les-Chapelles
- Lignières-Orgères
- Madré
- Neuilly-le-Vendin
- La Pallu
- Saint-Aignan-de-Couptrain
- Saint-Calais-du-Désert